# Cmentarz żydowski w Gniewkowie
Cmentarz żydowski w Gniewkowie – kirkut został założony w XIX wieku. Mieścił się przy ulicy Parkowej. Miał powierzchnię 0,14 ha. W czasie okupacji hitlerowskiej został zdewastowany. Obecnie znajduje się na jego terenie kort tenisowy. Brak jakichkolwiek śladów materialnych po kirkucie.